# Teatre d'Òpera i Ballet de Tbilisi
El Teatre d'Òpera i Ballet de Tbilisi (en georgià:თბილისის ოპერისა და ბალეტის სახელმწიფო აკადემიური თეატრი), abans conegut com el Teatre Imperial Tbilisi, és un teatre d'òpera situat a l'Avinguda Rustaveli a Tbilisi, Geòrgia. Fundat el 1851, l'Òpera de Tbilisi és el principal teatre d'òpera de Geòrgia i un dels més antics d'Europa oriental.
Des de 1896, el teatre ha estat situat en un exòtic edifici neomorisc construït originàriament per Victor Johann Gottlieb Schröter, un destacat arquitecte d'origen alemany bàltic. Encara que definitivament oriental en la seva decoració i estil, la distribució de l'edifici, els vestíbuls i el vestíbul principal són els d'un típic teatre d'òpera europeu. Des de la seva fundació, el teatre ha estat danyat per diversos incendis i ha estat sotmès a importants treballs de rehabilitació sota el lideratge soviètic i georgià; el més recent esforç de restauració va concloure el gener de 2016, havent durat sis anys i costat aproximadament 40 milions de dòlars estatunidencs, donats per una fundació empresarial georgiana.

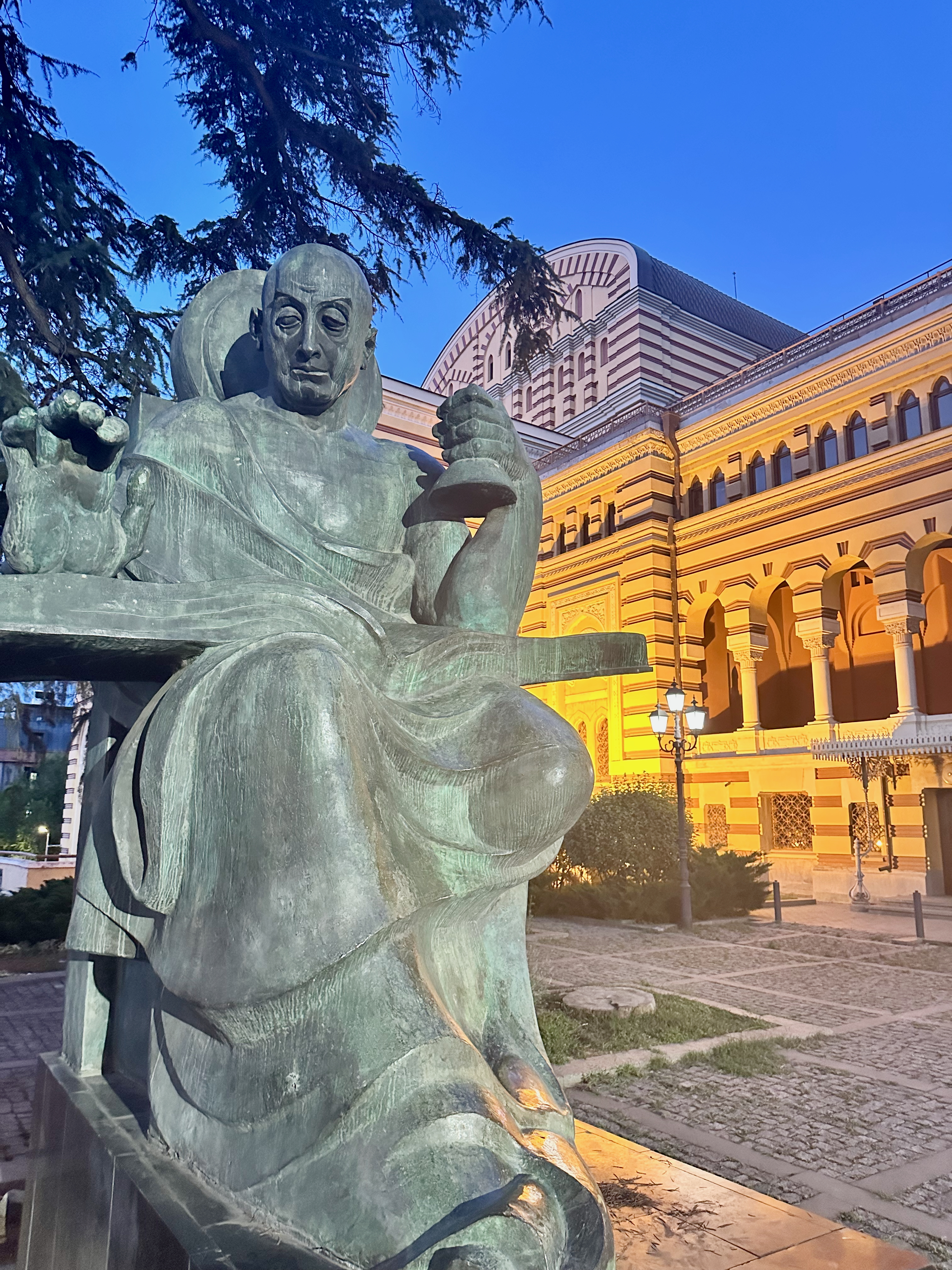
Zakària Paliàixvili amb el Teatre de l'Òpera al fons

És un dels centres de la vida cultural de Tbilisi i en el seu moment va albergar a Zakària Paliàixvili, el compositor nacional georgià, el nom del qual porta la institució des de 1937. El Teatre d'Òpera i Ballet també alberga el Ballet Estatal de Geòrgia sota la direcció de la ballarina georgiana de renom internacional Nina Ananiashvili. En els últims anys ha acollit estrelles de l'òpera com Montserrat Caballé i Josep Carreras, alhora que ha servit d'escenari tradicional per a celebracions nacionals i inauguracions presidencials.
El Teatre de l'Òpera i Ballet de Tbilisi, està inscrit en la llista de Monuments culturals descatats de Geòrgia.

## Origen i fonaments sociopolítics
La fundació de l'Òpera Imperial Tbilisi va estar estretament entrellaçada amb els turbulents processos polítics a Geòrgia després de l'annexió del país per l'Imperi Rus el 1801. A la primera meitat del segle xix, Geòrgia va continuar sent una part inquieta i mal integrada de l'imperi. Malcontenta amb les polítiques russes, el 1832 l'aristocràcia georgiana va ordir un complot contra les autoritats locals russes, que va ser descobert i va donar lloc a múltiples detencions i repressions als anys següents. El nou virrei del Caucas, el comte Mikhail Vorontsov, desitjós de reconciliar l'opinió georgiana davant aquestes dificultats persistents, va posar en marxa una sèrie d'iniciatives culturals, una de les quals va ser la fundació de l'òpera. El propòsit declarat del seu establiment era beneficiar el «benestar públic», però també servia a un important objectiu polític d'integrar plenament l'aristocràcia georgiana local a la vida social imperial, distraient-la així de qualsevol altra conspiració antirussa.

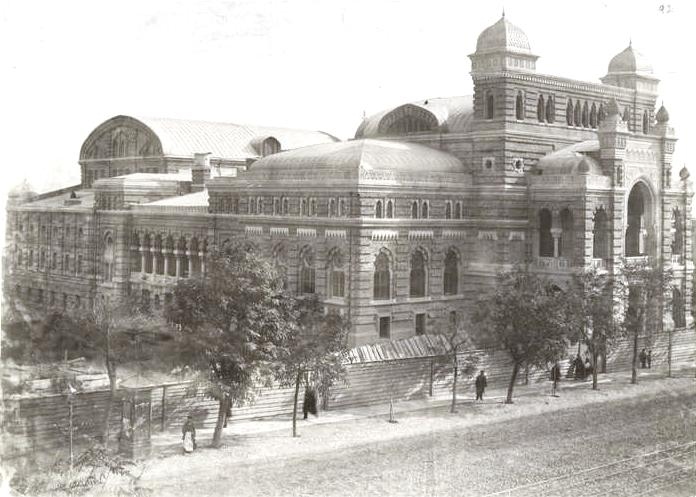
El teatre Tbilisi als anys 1800.

Per satisfer els georgians, Vorontsov va patrocinar representacions teatrals en georgià i va fer tot el que Sant Petersburg permetia per guanyar-se als locals. Aquesta mena d'esforços van ser particularment rellevants en vista de l'actual rebel·lió d'Imam Xamil al Caucas Nord, que va portar alguns russos a veure els aristòcrates georgians com l'únic baluard que protegia les fronteres imperials del sud de Rússia. Els esforços conciliadors de Vorontsov no van estar exempts de controvèrsia, ja que no tots els russos estaven entusiasmats amb les contribucions no russes al desenvolupament cultural de la ciutat; alguns es van oposar a les produccions en georgià i les van traslladar a dies diferents, en lloc de precedir les representacions regulars d'òpera com es feia fins aquest moment.

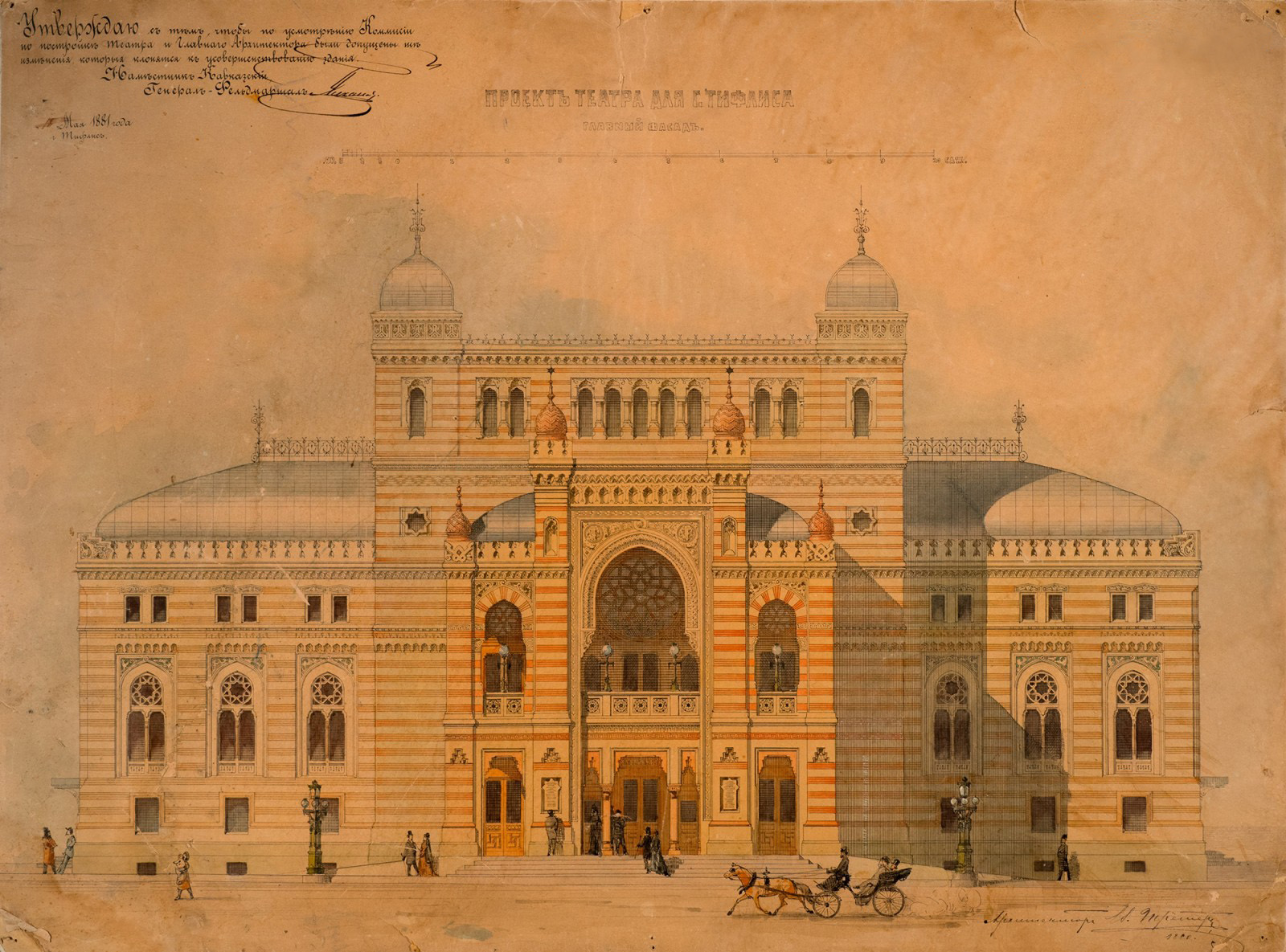
Disseny del teatre fet per Victor Schröter.

Per iniciativa de Vorontsov, el lloc original del teatre va ser elegit a l'avinguda Rustaveli a la plaça Erivan, una àrea que l'administració va preveure correctament que seria el centre de la ciutat en expansió. El governador de Tbilisi va cedir gratuïtament el terreny, sempre que el teatre pertanyés a la ciutat.
Els fonaments del Teatre Imperial Tbilisi es van establir el 15 d'abril de 1847. L'arquitecte italià Giovanni Scudieri, que havia arribat a Tbilisi des d'Odessa, va ser contractat per supervisar el projecte, que es va completar el 1851. L'interior del teatre va ser decorat per un dissenyador parisenc, fent servir vellut de colors, detalls d'or i plata, i costoses sedes. Una enorme llum d'aranya de 1.218 quilograms, sense acoblar en 12 grans caixes, va ser enviada en un vaixell de vapor des de Marsella, a la costa de la mar Negra. Un búfal va tirar a terra del canelobre més de 300 quilòmetres fins a Tbilisi. El pintor rus Grigori Gagarin va crear l'obra d'art per al teatre. Vorontsov va nomenar l'escriptor Vladimir Sollogub com primer director del teatre.

## Inauguració i primeres actuacions

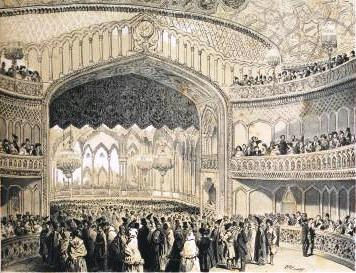
Gran inauguració, 12 d'abril de 1851.

El 12 d'abril de 1851, el teatre va celebrar la seva gran inauguració, a la qual va assistir l'alta societat de Tbilisi. Com l'escenari del teatre encara no estava acabat, el teatre va organitzar un ball de màscares i un esdeveniment benèfic per recaptar fons per al Col·legi femení de Santa Nino.
Alguns mesos més tard, el popular diari parisenc L'Illustration. (número 25 d'octubre de 1851) va publicar un gran article d'Edmond de Bares amb dues fotografies de l'interior del teatre. L'autor va escriure: «Aquest és l'únic teatre de la ciutat, l'interior del qual és completament d'estil morisc, i és sens dubte una de les construccions teatrals més elegants, belles i fascinadores, concebudes per l'home».
A] la primavera de 1851, el director de teatre va invitar una companyia d'òpera italiana, que havia estat de gira per l'Imperi Rus sota la direcció de Francisco Asenjo Barbieri, a actuar a Tbilisi. Els italians van viatjar en carruatge des de Novotxerkassk, però es van emmalaltir i es van esgotar en entrar a les muntanyes del Caucas. Quan van arribar a Stàvropol al sud de Rússia, havien perdut tota la paciència i es van negar a continuar cap a Tbilisi. Finalment es van reprendre, aturant-se sovint per descansar mentre viatjaven per la carretera militar georgiana, abans d'arribar a Tbilisi el 9 d'octubre de 1851.
Un mes més tard, la primera temporada teatral es va inaugurar oficialment a Tbilisi amb Lucia di Lammermoor de Gaetano Donizetti]. Després de l'espectacle, que va tenir un gran èxit, els amfitrions van portar Barbieri i la companyia a la riba esquerra del Riu Kura per a una festa pública, en la qual la gent va festejar a bord de vaixells durant tota la nit.
Els italians van interpretar 12 representacions d'òpera diferents en el transcurs de tres mesos. Com a conseqüència, l'orquestra es va enriquir amb nous instruments i Partitures musicals. Els intèrprets d'orquestres estrangeres van venir a Tbilisi i alguns es van establir allà.

## Incendi i reconstrucció

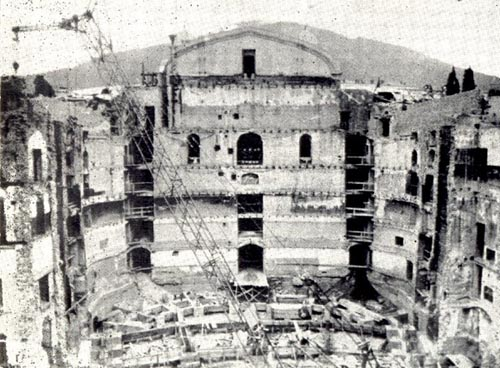
El teatre després del gran incendi de 1874.

L'11 d'octubre de 1874, es va iniciar un incendi abans d'una actuació de Vincenzo Bellini, Norma. Encara que la brigada de bombers estava a l'altre costat del carrer, els bombers no van respondre al començament i no van portar escales quan ho van fer, cosa que va provocar indignació i acusacions que l'incendi va ser intencional. El teatre va ser completament destruït, inclosa la rica biblioteca musical, vestits, escenografia, accessoris i totes les pintures de Gagarin.
Es van fer plans per reconstruir el teatre de l'òpera. El teatre va decidir continuar la seva temporada des del «Teatre de l'Estiu», i va tornar el 27 de desembre amb la seva producció de Norma. La ciutat va organitzar un concurs per a un nou disseny arquitectònic. Viktor Schröter, un arquitecte d'origen alemany de Sant Petersburg, va presentar el disseny guanyador. La construcció del nou teatre va trigar anys a posar-se en marxa. Hi va haver repetits retards al llarg del projecte, amb el disseny no aprovat oficialment pel governador Miquel de Rússia (gran duc de Rússia II) fins a 1880. També després que comencés la construcció, de vegades s'aturava per complet.
El teatre finalment va reobrir les portes el 1896.

## Segle XX

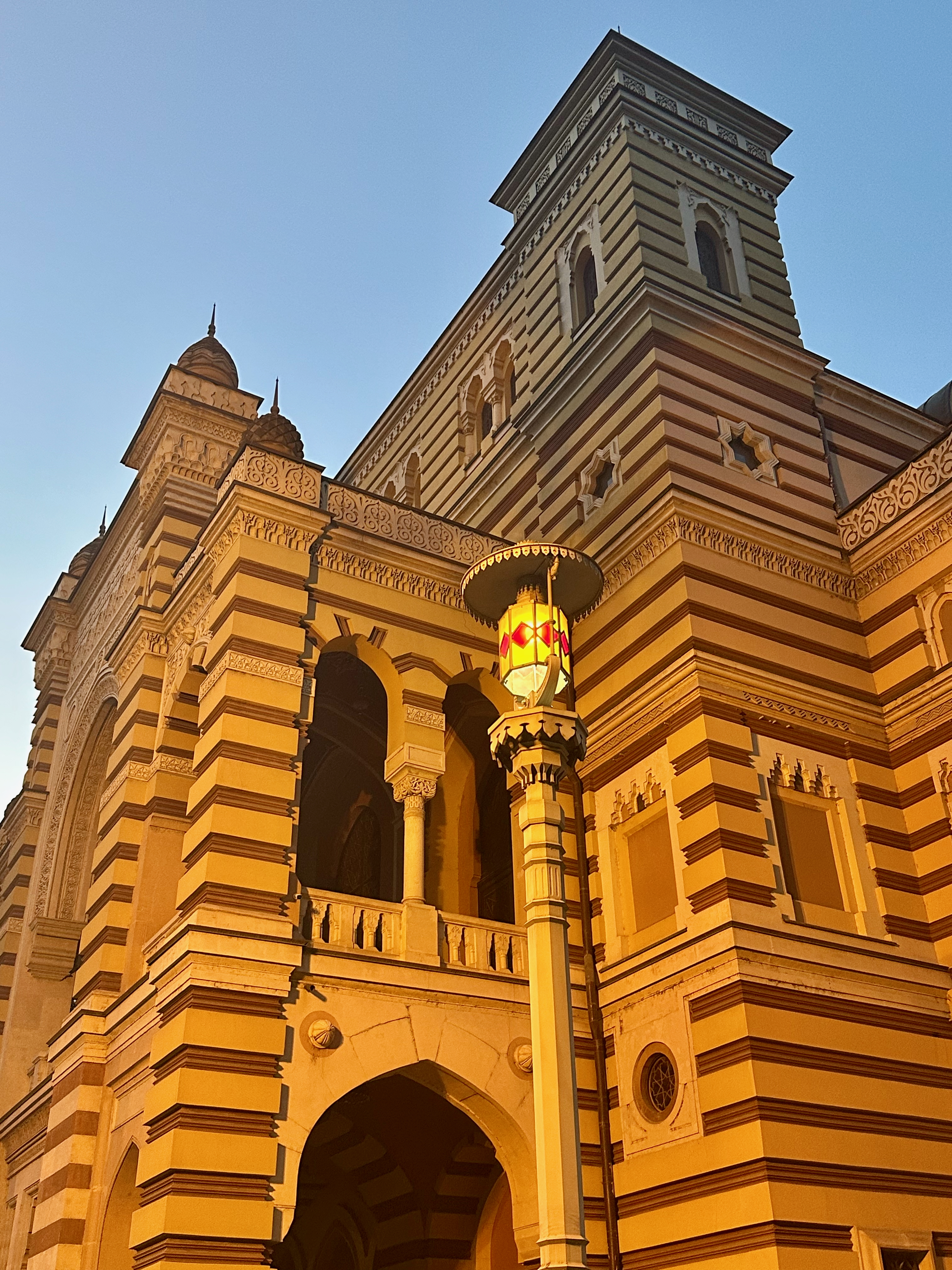
El teatre de nit

El 1937, el teatre va ser rebatejat en honor de Zakària Paliàixvili, un dels compositors nacionals de Geòrgia. Els disturbis i la desestabilització a Geòrgia en la dècada de 1990 van afectar el teatre d'òpera de Tbilisi, igual que a molts altres al país. El govern no va poder proporcionar recursos suficients perquè el teatre funcionés: això va impedir la creació de nous escenaris o vestits, el reclutament d'artistes i el manteniment del ja vulnerable edifici. Tanmateix, després de la Revolució de les Roses, la protesta va forçar que el president que hi havia llavors, Eduard Xevardnadze, es veiés obligat a dimitir, fet que succeí el 23 de novembre de 2003. El nou govern electe va millorar la situació de l'òpera com a part de les seves reformes culturals.